# Ithier de Jarousse
Pour les articles homonymes, voir Ithier.
Ithier de Jarousse, mort le 9 juin 1361 à Auxerre, est un prélat français du XIVe siècle. Il est originaire d'une noble famille du Limousin.

## Biographie
Ithier de Jarousse est docteur en droit civil et canon et doyen de Saint-Medius de Limoges. Après la mort de Jean d'Auxois en 1359. Ithier, est immédiatement nommé pour le remplacer. Il n'est qu'en 1361 qu'Ithier peut se rendre dans sa ville épiscopale, qui était occupée par les Anglais, mais il meurt peu de temps après.

## Source
- Notice sur les archevêques de Sens et les évêques d'Auxerre, Sens, 1855.